# Chelsea Clinton
Chelsea Victoria Clinton (Little Rock (Arkansas), 27 februari 1980) is de dochter van voormalig president van de Verenigde Staten Bill Clinton en de voormalige minister van Buitenlandse zaken Hillary Clinton.
Chelsea groeide op en bracht haar tienerjaren door in het Witte Huis.  Tijdens de ambtsperiode van haar vader werd Chelsea meestal afgeschermd tegen de nieuwsgierigheid van pers en televisie. Chelsea nam van 3 tot 20 januari 2001, tijdens het einde van de  ambtstermijn van haar vader de verplichtingen als gastvrouw van het Witte Huis op zich, als vervangster voor haar moeder die tot senator voor de staat New York gekozen was.
Ze slaagde aan de Stanford-universiteit met een graad in geschiedenis in 2001. Haar scriptie schreef zij over haar vaders invloed op de Noord-Ierse vredesovereenkomst uit 1998 (het zogenoemde Goede Vrijdag-akkoord). Hierna ging ze verder en behaalde een master in internationale betrekkingen aan de Britse Universiteit van Oxford. In 2003 begon ze als adviseur voor McKinsey & Company in New York. Zij is net als haar vader en moeder lid van de Democratische Partij.
In december 2007 begon Chelsea Clinton met het publiekelijk steunen van haar moeder, die op dat moment in de staat Iowa campagne voerde om presidentskandidaat voor de Democratische Partij te worden. Hierna ging ze in het hele land verder met campagnevoeren voor haar moeder, vooral op campussen. In april 2008 had ze op 100 campussen gesproken om haar moeders kandidatuur te steunen. Op 26 augustus 2008 introduceerde Chelsea Clinton haar moeder op de Democratische Conventie.
Chelsea Clinton is zeer terughoudend in haar contacten met de media. Er ontstond een rel toen David Shuster, een verslaggever van het nieuwsstation MSNBC, zei dat Clintons ouders haar lieten "hoereren" door haar campagne te laten voeren. Als gevolg van deze rel werd Shuster met verlof gestuurd.
Chelsea Clinton huwde in 2010 met Marc Mezvinsky. Het echtpaar heeft één dochter en twee zonen.